# Chrisóstomo de Moura
Chrisóstomo de Moura, também conhecido como Coronel Chrisóstomo (Tefé, 23 de junho de 1959), é um político e militar brasileiro filiado ao Partido Liberal (PL).
Nas eleições de 2018, foi eleito deputado federal pelo estado de Rondônia com 28.344 votos (3,62% dos válidos) e assumiu o cargo no dia 01/02/2019.
O Coronel Chrisóstomo estudou no Colégio Militar de Manaus, tendo entrado na Academia Militar das Agulhas Negras em 1980, tendo concluído o curso em 1984, formando-se Aspirante a Oficial da Arma de Engenharia.
É Vice-presidente da Frente Parlamentar do Biodiesel e é membro das Comissões de Segurança Pública e de Defesa Nacional.
Durante seu mandato, votou a favor da reforma previdência, votou contra a flexibilização das regras da reforma para professores e a favor das flexibilizações para policiais. Votou a favor da privatização da Eletrobrás e dos Correios. Votou a favor do voto impresso e a favor da ratificação do texto da Convenção Interamericana contra o Racismo. Votou contra a redução do fundão eleitoral e contra a suspensão do mandato de Wilson Santiago (PTB-PB), acusado de corrupção. 

O deputado votou a favor da PEC dos Precatórios, que facilitou a execução das emendas do relator (orçamento secreto). Em 2020 e 2021, ele recebeu cerca de R$ 2 milhões via orçamento secreto, instrumento utilizado pelo governo para garantir apoio parlamentar.